# San Polo Matese
San Polo Matese község (comune) Olaszország Molise régiójában, Campobasso megyében.

## Fekvése
A megye délnyugati részén fekszik. Határai: Bojano, Campochiaro, Colle d’Anchise és San Gregorio Matese.

## Története
Első említése 1080-ból származik. A következő századokban nemesi birtok volt. A történészek véleménye szerint egy ókori, szamnisz település helyén alakulhatott ki.  A 19. században nyerte el önállóságát, amikor a Nápolyi Királyságban felszámolták a feudalizmust.

## Népessége
A népesség számának alakulása:

## Főbb látnivalói
- San Pietro in Vincoli-templom